# Денгоф, Август Карл фон
Граф Август Карл фон Денгоф-Фридрихштейн (нем. August Karl Graf von Dönhoff-Friedrichstein; 26 января 1845, Франкфурт-на-Майне — 9 сентября 1920, Фридрихштейн, Восточная Пруссия) — прусский политический деятель, дипломат.

## Биография
Август Карл происходил из дворянского рода Денгофов и родился в семье прусского дипломата и министра иностранных дел Августа Генриха Германа фон Денгофа и Паулины, урождённой графини Лендорф. Тётка отца София фон Денгоф состояла в морганатическом браке с королём Пруссии Фридрихом Вильгельмом II.
Август вырос в родовом замке Фридрихштейн недалеко от Кёнигсберга в Восточной Пруссии. По окончании гимназии изучал право в Боннском университете. В 1866 году в чине младшего сержанта полка королевских гусар принял участие в войне против Австрии. В 1868—1870 годах служил в прусском апелляционном суде. В 1870—1871 годах офицер Август Денгоф — участник Франко-прусской войны.
Летом 1871 года был назначен на дипломатическую службу и направлен в посольство в Париж на должность первого советника миссии посольства. Профессия дипломата не привлекала Августа Денгоф, поэтому он отказался от неё после десяти лет работы в ведомстве иностранных дел. За время работы его направляли в различные страны. Так, в 1874 году Денгоф был на дипломатической службе в России третьим секретарём посольства в Санкт-Петербурге, затем работал в Вене и Лондоне.
В 1878 году Денгофа направили в Вашингтон, где он работал секретарём миссии. В августе 1879 года прусский граф привлекался к урегулированию конфликта после знаменитой резни на White River в качестве посредника между «краснокожими» (индейцами племени Юта) и «бледнолицыми» (представителями правительства США). Здесь ему удалось предотвратить дальнейшее кровопролитие.
Август Денгоф часто путешествовал: в 1873 году побывал на Кавказе и юге России, в 1875 году совершил поездки на Кубу, в Мексику, Японию и Китай, в 1881 году посетил Каир.
В 1882 году подал в отставку с дипломатической службы и после смерти отца занял его наследное место в прусской Палате господ. На всеобщих выборах в 1881 году был избран депутатом германского рейхстага, где представлял интересы консерваторов. Был заместителем председателя рейхстага. Август Денгоф — один из основателей Немецкой отечественной партии в 1917 году.

## Семья
В августе 1896 года граф Август Денгоф женился на Марии фон Лепель (1869—1940), в браке с которой родилось восемь детей. Дочь Марион Дёнгоф стала известной журналисткой.

## Ссылка
- Marion Gräfin Dönhoff/August Dönhoff (недоступная ссылка)